# Brabos
Brabos är en kommun i Spanien.   Den ligger i provinsen Provincia de Ávila och regionen Kastilien och Leon, i den centrala delen av landet, 110 km väster om huvudstaden Madrid. Arean är 18,4 kvadratkilometer.
Terrängen i Brabos är huvudsakligen platt, men söderut är den kuperad.